# Тадеуш Єжи Стецький
Таде́уш-Є́жи Сте́цький (пол. Tadeusz Jerzy Stecki; 21 квітня 1837, Мале Вербче — 2 (14) серпня 1888, Велика Медведівка) — руський (український), польський шляхтич з роду Стецьких, гербу Радван. Волинський дослідник, краєзнавець i письменник, учасник Січневого повстання. 

## Біографія
Народився у сім'ї Томаша Стецького та Анелі з Озерув, у маєтку села Мале Вербче, на той час Рівненського повіту, Волинської губернії. Належав до шляхетського роду Стецьких, представники якого у XVIII - XIX столітті стали великими землевласниками на Волині та Київщині. Дідусь і бабуся Тадеуша-Єжи Стецького по батьковій лінії - Ян і Фаустина Стецькі, які крім його батька - Томаша Стецького, мали ще двох дітей - Августина і Юзефу Стецьких. Виріс Тадеуш-Єжи Стецький на Волині, згодом у шлюбі, зі шляхтянкою Софією Вороничівною. Навчався у Житомирській гімназії, а потім у Київському університеті, який закінчив у 1857 році. 
Після повернення додому, зазнайомився з приятелем батька Спиридоном Осташевським з Авратина. Тадеуш-Єжи одразу підпав під вплив старшого на 41 рік товариша, який запалив його до роботи. Вже в 1864 році у Львові з'явися друком перший з заповіданих одинадцяти томів про Волинь, присвячений передусім місту Заславу і Заславському повітові. Майбутнє, однак, виявилося зовсім іншим.

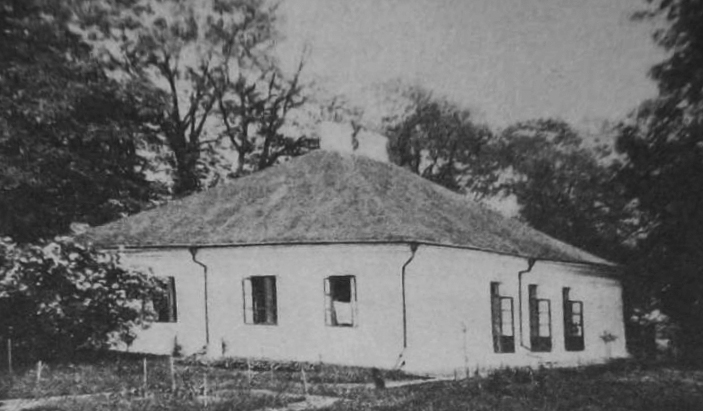
Хата Стецьких у Великій Ведмедівці

Учасник січневого повстання у ранзі офіцера полку Едмунда Ружицького. Брав участь у битвах під Нічпалами, Мирополем, Миньківцями (двічі), Славутою, Салихою. Після поразки повстання змушений був еміґрувати. В 1865 році сум за Вітчизною і жаль за близькими людьми, для яких був єдиною опорою, схилили Тадеуша Єжи до подання в Берліні особисто цареві Алєксандру ІІ прохання про дозвіл повернутися додому на Волинь. Наприкінці того ж року він повернувся, щоправда ненадовго. 1866 року відбув на заслання до Оренбурґа на Уралі. Цікавим зразком, що змальовує побут Стецького тих часів були «Листи з-над берегів Уралу і Киргизкайзацьких степів», друковані у часописах «Przegląd Tygodniowy» і «Kłosy» у 1868 році.
Через кілька років отримавши амністію повернувся на Волинь і осів у Привітові, де знову взявся за перо. Невдовзі на полицях книгарень з'явилися: другий том про Волинь, монографія про Луцьк, яку друкували також у краківському часописі «Czas», повісті «Старий двір» і «В степу», друковані з ілюстраціями у «Tygodnik Ilustrowany» 1871 року, багато дрібніших історичних праць друкованих у різних часописах. В останні роки життя, перебуваючи у скрутному матеріальному становищі і поховавши меншого сина Єжи, він продовжив працювати і друкуватися в краківському часописі «Przegląd powszechny». Видання останньої своєї праці «Z boru i stepu. Obrazy i pamiatki» Тадеуш-Єжи Стецький вже не побачив. 2 (14) серпня 1888 року в отчому домі у Великій Медведівці на Волині у віці 50 років він помер, залишивши дружину і 19-літнього сина Вітольда.
Окрім творчої діяльності, Тадеуш-Єжи Стецький займався також і колекціонуванням різних старожитностей, переважно українських, зокрема портретів. Згодом частину цих речей надбав польський колекціонер Адам Воланський і нині вони експонуються в польських музеях. 

## Праці
- Wołyń pod względem statystycznym, historycznym і archeologicznym. T.1. Lwów, 1864. T. 2. Lwów, 1871.
- Stary dwór. 1869.
- Łuck starożytny i dziesiejszy. Monografia historyczna. Kraków, 1876.
- Miasto Równe. Kartka z kroniki Wołynia. Warszawa, 1880.
- Steccy Olechnowicze herbu Radwan. Poznań, 1888.
- Z dziejów wołyńskiego Gródka. — Kraków: 1888. — 25 s
- Miasteczko Lachowce i uczony [J.A.] Jablonowski. — Kłosy, 1872, № 368, s. 45 — 47; № 369, s. 55 — 59.
- Z boru i stepu. Obrazy i pamiatki. Kraków, 1888.

## Інші відомі особи з роду Стецьких
Казимир Стецький
Ян-Казимир Стецький
Олександра Радивил зі Стецьких